# Emisfera sudică

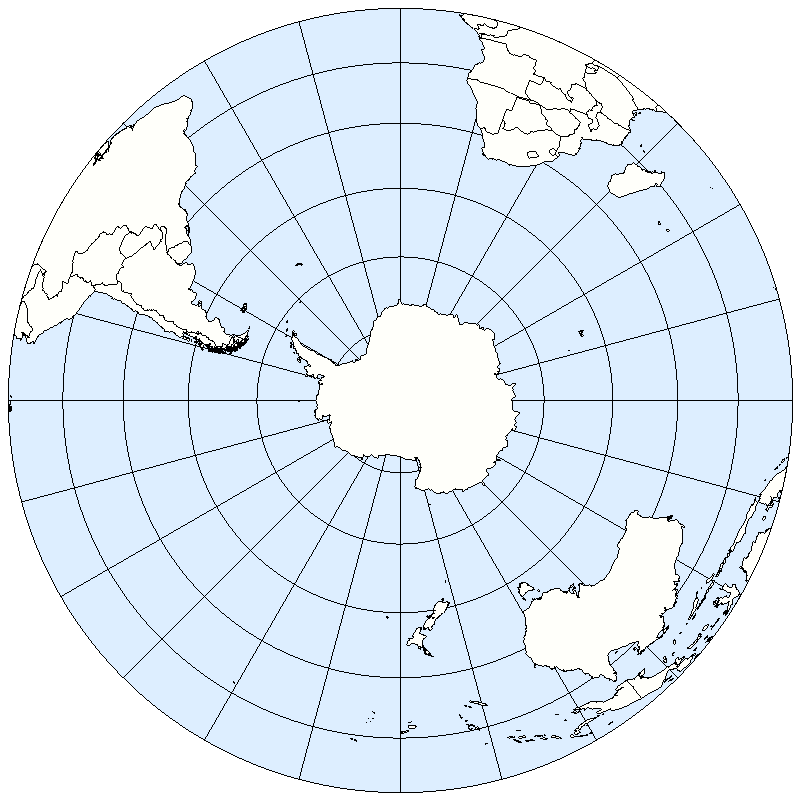
Emisfera sudică

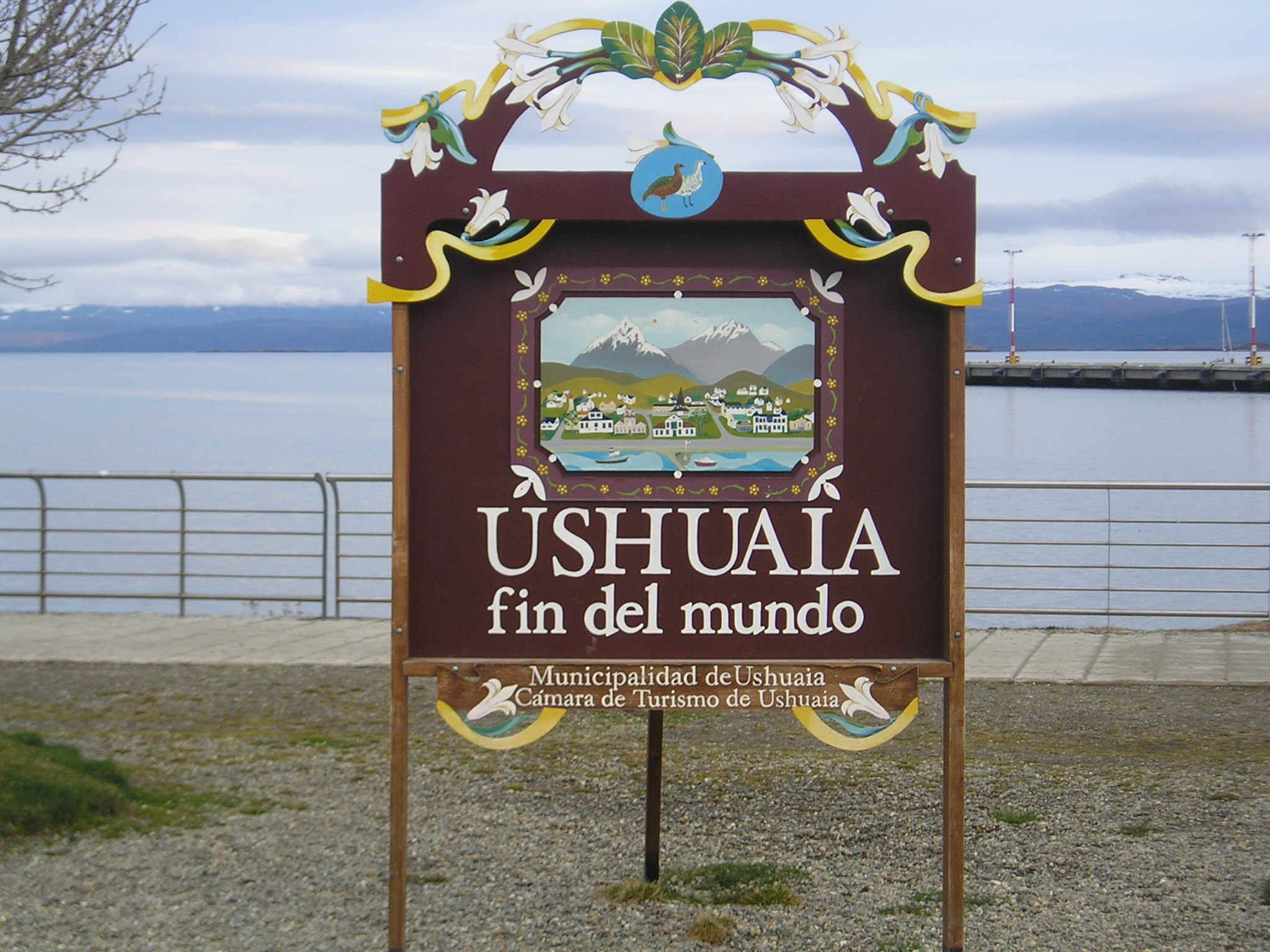
Afiș cu legenda „Ushuaia, sfârșitul lumii”. Ushuaia din Argentina este cel mai sudic oraș din lume.

Emisfera sudică este emisfera situată în partea de sud a Ecuatorului și cuprinde continentele Australia și Antarctida, partea sudică a Africii și părțile sudică și centrală a Americii de Sud; oceanul Antarctic și partea sudică a oceanelor Atlantic, Pacific și Indian. În comparație cu emisfera nordică, în cea sudică procentul suprafeței ocupate de apele oceanului planetar este mai mare.
Vezi și: Emisfera nordică.